# Martín Guevara Treviño
Martín Guevara Treviño ( * 26 de octubre de 1978 (46 años), comienza a redactar desde los 12 años, las primeras publicaciones salen a la luz en el año 2003 en el Periódico Zócalo editado en el Estado mexicano de Coahuila. El Gobierno del Estado de Coahuila de Zaragoza publica algunos de sus poemas en la revista literaria “Historias de Entretén y Miento”.
“Desprenderse al abismo” es el primer libro que edita (enlace roto disponible en Internet Archive; véase el historial, la primera versión y la última). en el año 2006, consta de algunos poemas y cuentos que narran una historia de amor, así mismo en los cuentos representa la típica vida de los pequeños pueblos de las comunidades coahuilenses.
Para el año 2007, edita su segundo libro titulado “La gallina de los güevos de…” con un toque irreverente se comprende de nueve cuentos donde se encuentra la historia del escándalo mexicano en una combinación con la vida de Jesús (G-sucristo Trevi), así mismo toma la temática del conflicto vívido en San Salvador Atenco, y de la sucesión presidencia en México en el año 2006. Para el 2010 echando mano de la globalización digital lanza la novela de suspense policiaca "Diosa de papel" bajo el sistema digital Bubok con opción impresa para España.
Martín Guevara Treviño, fungió como jurado en el taller literario argentino “La nave fue y volvió”, y fue el pionero en su natal Allende, Coahuila en lanzar el concurso joven de cuentos y leyendas de la comunidad.